# Archivio nazionale (Brasile)
L'Archivio Nazionale del Brasile (in portoghese: Arquivo Nacional) è l'istituzione brasiliana responsabile della gestione, conservazione e diffusione dei documenti del governo federale. L'Archivio dipende dal Ministero della Giustizia.

L'Archivio Nazionale (AN), in conformità con il decreto n. 9.360 del 7 maggio 2018, che lo definisce come organo centrale del Sistema di Gestione Documentale (SIGA) del governo federale, ha le seguenti competenze:
"Guidare le principali organizzazioni e enti del potere esecutivo federale nell'attuazione di programmi di gestione documentale; sovraintendere l'applicazione delle procedure e delle operazioni tecniche relative alla produzione, registrazione, classificazione, controllo del trattamento, utilizzo e valutazione dei documenti, con l'obiettivo di modernizzare i servizi di archiviazione governativi; promuovere la raccolta dei documenti destinati alla conservazione permanente, attraverso il loro trattamento tecnico, conservazione e divulgazione, garantendo un pieno accesso alle informazioni contenute, a supporto delle decisioni governative di natura politico-amministrativa e a tutela dei diritti dei cittadini, nonché per incentivare la produzione di conoscenze scientifiche e culturali; e supervisionare l'attuazione della politica nazionale degli archivi, definita dal Consiglio Nazionale degli Archivi (CONARQ)." 
L'Archivio Nazionale svolge un doppio ruolo cruciale per lo Stato e per la società brasiliana: la gestione dei documenti d'archivio prodotti da tutte le istituzioni federali, nonché la conservazione e la gestione dell'accesso alle raccolte documentarie destinate alla ricerca e allo studio da parte degli studiosi interessati.

## Compiti
L'Archivio Nazionale svolge un ruolo fondamentale nel suo compito istituzionale, offrendo consulenza, assistenza tecnica e formazione ai funzionari di altri enti della pubblica amministrazione federale in tutto il Brasile, nel campo della gestione, conservazione, elaborazione tecnica, accesso e diffusione dei documenti, nell'ambito del "Sistema di gestione dei documenti d'archivio" (SIGA).
Attraverso la conservazione fisica e digitale dei documenti, l'Archivio Nazionale assicura la protezione del patrimonio documentario essenziale per il Brasile mediante azioni continuative e a lungo termine di prevenzione, restauro e cambiamento di formato. Tali attività sono supportate dal trattamento tecnico del patrimonio archivistico, che consente di renderlo accessibile al pubblico attraverso sistemi e strumenti di ricerca.
Di conseguenza, l'Archivio Nazionale rende disponibili online, da qualsiasi parte del mondo, le migliaia di documenti in suo possesso. È inoltre possibile consultare i documenti di persona presso le sue due sedi (a Rio de Janeiro e Brasilia) o tramite e-mail.
L'Archivio Nazionale gestisce 10 portali elettronici, 7 database e 42 strumenti di ricerca che permettono agli utenti di accedere a informazioni sui documenti e sulle attività archivistiche. Il principale tra questi strumenti è il Sistema Informativo dell'Archivio Nazionale (SIAN).
L'accesso alle informazioni e ai documenti dell'Archivio Nazionale è arricchito da numerose iniziative di divulgazione, come portali di ricerca elettronica, mostre e pubblicazioni. Tra le attività più rilevanti si trovano il festival internazionale di cinema d'archivio Arquivo em Cartaz, la rivista Acervo Magazine, la Settimana dell'Archivio Nazionale e il Centro di Documentazione delle Memorie Svelate. Inoltre, l'Archivio Nazionale ha acquisito una crescente visibilità sui social network, aderendo nel 2017 al progetto GLAM di Wikicommons.

## Storia

### L'archivio pubblico dell'Impero
Il regolamento n. 2, del 2 gennaio 1838, istituì l'Archivio pubblico dell'Impero, in conformità con quanto previsto dalla Costituzione del 1824. L'Archivio fu inizialmente creato in via provvisoria presso la Segreteria di Stato per gli Affari dell'Impero. La creazione degli Archivi Nazionali, insieme all'Istituto Brasiliano di Storia e Geografia, a cui si unì anche l'Accademia Imperiale delle Arti, fu il risultato dell'impegno del reggente Pedro de Araujo Lima, futuro visconte e marchese di Olinda, per la costituzione di uno Stato imperiale.
L'Archivio pubblico dell'Impero era destinato alla conservazione dei documenti pubblici e fu organizzato in tre sezioni: Amministrativa, responsabile dei documenti relativi ai poteri esecutivo e moderatore (o "Quarto potere", che fungeva da elemento di equilibrio tra i tre poteri), riservata all'Imperatore nel Brasile Imperiale; Legislativa, incaricata della custodia dei documenti prodotti dal legislatore; Storica, dedicata ai documenti considerati più rilevanti per il Brasile come Potenza Imperiale. La prima sede dell'Archivio era situata in un edificio del Ministero dell'Impero, in via Velha Guarda, attuale Treze de Maio. Nel 1844, gli Archivi pubblici dell'Impero furono trasferiti al Praça do Comércio, in Rua Direita, oggi conosciuta come Primeiro de Março.
Inizialmente, l'Archivio fungeva da ente collegato al Ministero degli Affari dell'Impero e divenne autonomo nel 1840. Tuttavia, continuò a occupare l'edificio della segreteria fino al 1854, quando fu trasferito al piano superiore del Convento de Santo Antônio. Nel 1860, il decreto n. 2.541 riformò l'istituzione, mantenendo la stessa divisione in sezioni, ma dettagliando maggiormente le attribuzioni di ciascuna.
Nel decennio del 1870, l'Archivio iniziò a essere strutturato in modo più organico. Nel 1870, fu trasferito nel vecchio edificio del Recolhimento dos Terceiros da Ordem do Carmo. Nel 1873, Joaquim Pires Machado Portella fu nominato direttore dell'istituzione, e l'anno successivo l'Archivio venne aperto alla consultazione pubblica. Fu adottato un nuovo regolamento, approvato con il Decreto n. 6.164 del 24 marzo 1876, che introdusse importanti trasformazioni e stabilì procedure di lavoro più dettagliate.
Con l'avvento della Repubblica, nel 1911, l'Archivio cambiò nome in Archivio Pubblico Nazionale, come molte altre istituzioni che avevano nel loro nome la parola "imperiale".

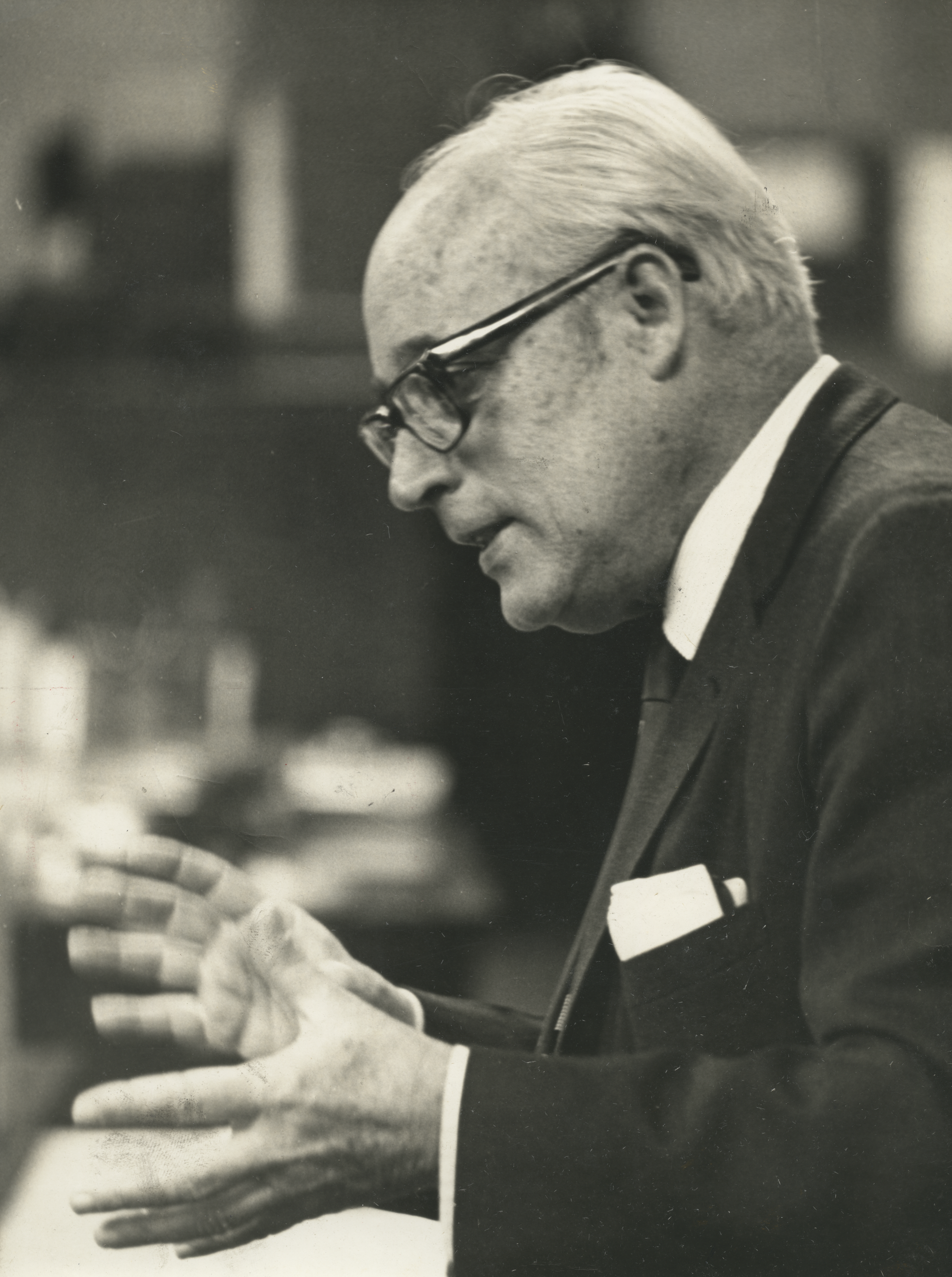
José Honório Rodrigues, direttore generale dell'Archivio Nazionale (1958-1964).

### La riforma di José Honório Rodrigues
Secondo José Honório Rodrigues, direttore dell'Archivio Nazionale dal 1958 al 1964, nel periodo compreso tra il 1937 e il 1945 l'Archivio Nazionale era un'istituzione "stagnante, insensibile all'iniziativa, un modello di istituzione arcaica, un fantasma di altri tempi". Per invertire questa situazione, il direttore ottenne l'approvazione di un nuovo regolamento, sancito dal Decreto n. 44.862 del 21 novembre 1958. Questo regolamento ridefinì l'Archivio come una struttura di distribuzione nazionale, stabilendo la politica archivistica, le sue attribuzioni e obiettivi. Promosse la difesa e l'espansione della collezione documentale a livello nazionale, raccogliendo fonti di documentazione federale, e ampliò il suo impegno nella conservazione di documenti in formati diversi, tra cui film, dischi e fotografie. Inoltre, fu creato un servizio di ricerca storica, che includeva la raccolta di informazioni relative agli archivi delle forze armate e di altre istituzioni pubbliche e private. Con questa proposta di centralizzazione e regolamentazione delle procedure di archiviazione, venne riaffermata l'idea degli archivi come luoghi di potere. Durante la direzione di José Honório Rodrigues furono sviluppati diversi corsi professionali per formare esperti in archivistica. Questi corsi portarono, nel 1977, alla creazione del primo corso di laurea in Archivologia presso l'Università Federale dello Stato di Rio de Janeiro.

### La modernizzazione istituzionale degli anni '80
Con l'approvazione, nel 1975, di un nuovo regolamento, fu compiuto un passo importante con l'incorporazione dell'idea di gestione dei documenti, attraverso la creazione della divisione Pre-archivio, che fu installata a Brasilia l'anno successivo. Questo passo dimostrò l'impegno dell'Archivio Nazionale verso una maggiore efficienza nelle sue interazioni con la pubblica amministrazione della capitale.
La conservazione dei documenti del potere pubblico e la definizione degli scopi del Sistema Nazionale di Archivi (SINAR) furono tra i principali successi della fine degli anni '70. Gli Archivi Nazionali costituivano l'elemento centrale del sistema, che comprendeva anche gli organi di amministrazione federale diretta e le attività intermedie e permanenti di archiviazione.
Su suggerimento dell'UNESCO e su richiesta del Direttore Generale degli Archivi Nazionali, Celina Vargas do Amaral Peixoto, fu avviato un progetto pilota per modernizzare un'istituzione archivistica tradizionale. Per garantire un cambiamento radicale, si rivelò essenziale il trasferimento in una nuova sede, l'identificazione e la catalogazione di tutti i documenti conservati nell'Archivio Nazionale, il censimento delle collezioni non ancora raccolte e la formazione del personale dell'istituzione. Questi passaggi costituivano le condizioni necessarie per la preparazione della legislazione federale e per la creazione di una nuova struttura per l'Archivio Nazionale. 
Nel 1981, grazie a un accordo tra il Ministero della Giustizia e la Fondazione Getulio Vargas (FGV), fu firmato il progetto di modernizzazione amministrativa degli Archivi Nazionali. La fase successiva vide l'Archivio Nazionale acquisire uno status di organismo autonomo all'interno dell'amministrazione diretta del Ministero, con il trasferimento nella nuova sede adiacente alla vecchia Casa da Moeda, nel gennaio 1985. In quel decennio, l'interesse delle organizzazioni internazionali per il progetto archivistico fu notevolmente accresciuto.
Il 3 gennaio 1985, gli Archivi Nazionali si trasferirono nella loro attuale sede, che occupa uno degli edifici della storica "Casa de Moeda" (1868-1983).
Dopo un processo di restauro, nel 2004, la sede degli Archivi Nazionali divenne parte integrante dell'ensemble architettonico della Casa de Moeda. A Brasilia, dal 1988, l'Archivio Nazionale gestisce anche una sezione delle strutture della Stampa Nazionale, con 18.000 metri lineari di scaffali per la conservazione dei documenti, all'interno del suo coordinamento regionale, che è l'unico di questo tipo al di fuori di Rio de Janeiro.

### Elenco dei direttori degli archivi nazionali[13]
- (1840-1857) - Ciro Cândido Martins de Brito
- (1857-1860) - José Tomás de Oliveira Barbosa (provvisorio)
- Raul Lima, direttore generale dell'archivio nazionale (1969-1980).(1860-1869) - Antonio Pereira Pinto

Raul Lima, direttore generale dell'archivio nazionale (1969-1980).

- (1869-1873) - Joaquim Caetano da Silva
- (1873-1898) - Joaquim Pires Machado Portela
- (1899-1902) - Pedro Veloso Rebelo
- (1902-1910) - Francisco Joaquim Béthencourt da Silva
- (1910-1915) - Alcebíades Estevão Furtado
- (1915-1917) - Frederico Schumann
- (1917-1922) - Luís Gastão d'Escragnolle Dória
- (1922-1938) - João Alcides Bezerra Cavalcanti
- (1938-1958) - Eugênio Vilhena de Morais
- (1958-1964) - José Honório Rodrigues
- (1964-1969) - Pedro Moniz de Aragão
- (1969-1980) - Raul do Rego Lima
- (1980-1990) - Celina Vargas do Amaral Peixoto
- (1990-1991) - Tereza Maria Sussekind Rocha (provvisorio)
- (1991-1992) - Maria Alice Barroso
- (1992-2016) - Jaime Antunes da Silva
- (2016-2016) - Maria Izabel de Oliveira (provvisorio)
- (2016-2016) - José Ricardo Marques
- (2016-2016) - Ivan Fernandes Neves (provvisorio)
- (2016-2017) - José Ricardo Marques
- (2017-2017) - Diego Barbosa da Silva (provvisorio)
- (2017-2019) - Carolina Chaves de Azevedo
- (2019-corrente) - Neide De Sordi

## Collezione

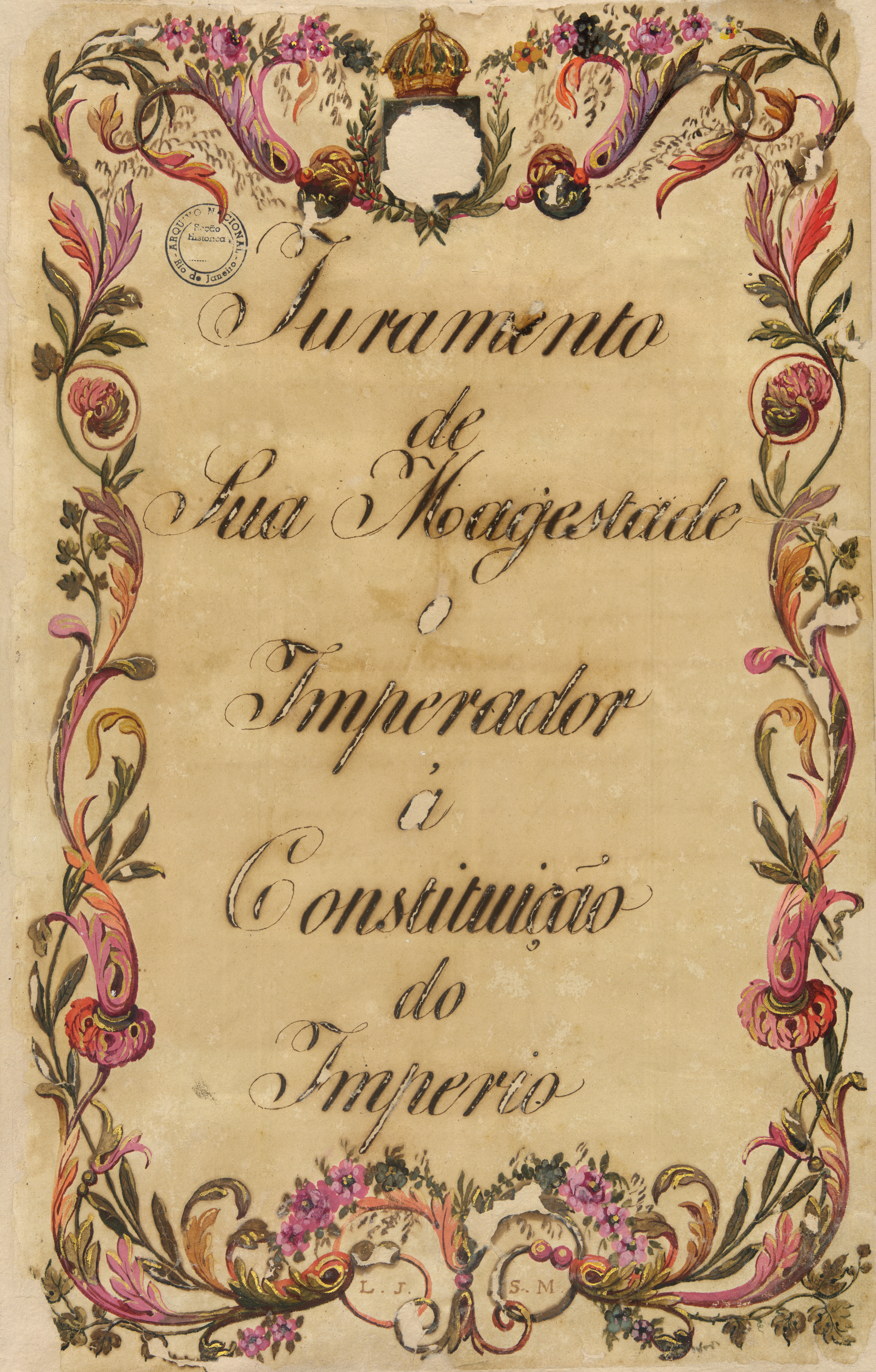
Giuramento dell'imperatore Pietro I alla Costituzione dell'Impero (1824).

Nelle sue due sedi, a Rio de Janeiro e Brasilia, l'Archivio Nazionale conserva circa 55 km di documenti testuali, 1,74 milioni di fotografie e negativi, 200 album, 4.000 cartoni e disegni, 3.000 manifesti, 1.000 cartoline, 20.300 disegni e illustrazioni, oltre a mappe, filmati e registrazioni audio.I documenti testuali coprono diverse aree, tra cui il potere esecutivo, il potere moderatore, il potere legislativo, il potere giudiziario federale, e includono anche materiali provenienti da collezioni private.
La documentazione relativa alla corrispondenza e alla legislazione conservata nell'Archivio inizia con il periodo dell'Impero portoghese sotto la corte di Giovanni VI nel 1808, documentando così le origini della società brasiliana. Con la rottura del rapporto coloniale, la nascita dello Stato imperiale è documentata dai documenti prodotti dai ministeri, dalla magistratura, dalla Casa da Suplicação, dall'Auditing General da Marinha, nonché dalla Costituzione originale del 1824 e dalla cosiddetta Legge d'Oro.
Nel periodo repubblicano, si distinguono documenti come i registri degli immigrati, i brevetti per invenzioni, i registri civili, i procedimenti penali, gli avvistamenti di UFO e i progetti di sviluppo dei servizi igienico-sanitari dei primi anni del XX secolo. Sono inoltre presenti la Costituzione del 1891, i documenti dei processi della Corte Nazionale di Sicurezza, del Tribunale Supremo Militare, della Corte Suprema Federale, degli organi di censura, e quelli di enti come il Servizio di Informazione Nazionale, che componevano l'apparato documentale repressivo durante la dittatura militare (1964-1985). Questi documenti riflettono le lotte politiche di quel periodo e l'evoluzione delle istituzioni governative, nonché gli aspetti più rilevanti della storia recente del Brasile.
Inoltre, l'Archivio conserva importanti documenti relativi a figure personali e private, tra cui Eusébio de Queirós, Luís Alves de Lima e Silva, Bertha Lutz, Luís Carlos Prestes, Joaquim Pedro Salgado Filho, San Tiago Dantas, Pedro Aurélio de Góis Monteiro, Apolônio de Carvalho, Mario Lago, Zélia Pedreira Abreu Magalhães, Maria Beatriz Nascimento, nonché i presidenti della Repubblica Floriano Peixoto, Prudente de Moraes, Afonso Pena, João Goulart, l'Accademia brasiliana di lettere, la Federazione brasiliana per l'Istituto di Progresso delle Donne (IPES) e l'Associazione brasiliana degli archivisti.
La documentazione cartografica dell'Archivio Nazionale comprende mappe e progetti architettonici, con oltre 44.000 titoli che trattano della geografia delle varie regioni del mondo e del Brasile dal Seicento al Novecento. Per quanto riguarda il Brasile, si distinguono progetti di pianificazione urbana e infrastrutture, come quelli relativi alla Central Avenue (oggi Avenida Rio Branco) a Rio de Janeiro, oltre a mappe di ferrovie, linee telegrafiche, porti, fiumi e sistemi di canalizzazione, con particolare attenzione anche all'approvvigionamento idrico.
La documentazione iconografica ha inizio nel 1860, con l'espansione della fotografia. Essa raccoglie un vasto universo di immagini prodotte da importanti fotografi nazionali e internazionali che hanno operato in Brasile e all'estero, tra cui gli archivi dell'Agenzia Nazionale (1930-1979), il quotidiano Correio da Manhã (1901-1974) e la famiglia Ferrez (1839-2000), oltre ai registri privati e alle collezioni fotografiche individuali.
La raccolta di documenti sonori, che copre il periodo dal 1902 al 1990, comprende oltre 11.000 pezzi, tra dischi e registrazioni audio provenienti da Fondi archivistici come l'Agenzia Nazionale, l'Ufficio del Presidente, la Radio Mayrink Veiga, Humberto Franceschi, la Radio Jornal do Brasil, la Casa Edison e il Servizio pubblico di censura degli spettacoli, nonché raccolte di musica classica e popolare.
La sezione di immagini in movimento custodisce un'impressionante documentazione sulla storia e la cultura brasiliana. Composta da 33.000 titoli e un totale di 124.000 rotoli di pellicola, nonché 4.000 audiocassette, questa collezione include cinegiornali, documentari, film di finzione e pubblicità. Parte del materiale è stato censurato e proviene da vari Fondi archivistici, tra cui quelli dell'Agenzia Nazionale, della Divisione di Censura dei Divertimenti Pubblici, della TV Tupi e della Commissione Nazionale per l'Energia Nucleare, tra gli altri.

### Documenti Memória do Mundo nominati dall'Unesco
Gli Archivi Nazionali, oltre a supportare il funzionamento del Comitato Nazionale del Brasile sotto il Ministero della Cultura, hanno nominato alcuni documenti per l'inclusione nel Programma Memoria del Mondo dell'UNESCO.

Legge d'Oro (1888).

#### Registro nazionale (Brasile)
- Autos da Devassa - Cospirazione nel Minas Gerais, Tiradentes e il Sollevamento – 2007
- Legge d'Oro (1888) – 2008
- Rapporti marittimi con la lista degli immigrati. Servizio Marittimo, Aereo e di Frontiera di Santos (SPMAF / SP-Santos) – 2009
- Agenzia Nazionale: informazioni al servizio dello Stato, in collaborazione con la Fondazione Cinemateca Brasileira – 2010
- Fondo archivistico [15] Francisco Bhering - La lettera del Brasile al milionesimo (1777-1937) – 2011
- Corrispondenza originale dei governatori del Pará con la Corte. Lettere e allegati (1764-1807) – 2017
- Il Fondo archivistico Federazione Brasiliana per le Donne nel Progresso come parte del lascito di Bertha Lutz (1881-1985), in collaborazione con l'Archivio Storico di Itamaraty, il Centro di Documentazione e di Informazione della Camera dei Deputati e il Centro della Memoria dell'Università Statale di Campinas (CMU / UNICAMP) – 2018
- Fondo archivistico di Sicurezza Consulenziale e Informazione della Fondazione Nazionale Indigena (ASI / FUNAI), 1968-2000 – 2018

#### Registro regionale (America latina)
- I Fondi archivistici relativi alla rete informativa e al controspionaggio della dittatura militare (1964-1985), insieme all'Archivio Pubblico di Ceará, agli Archivi Pubblici di Espírito Santo, all'Archivio Pubblico João Emerenciano di Pernambuco, all'Archivio Pubblico di Maranhão, all'Arquivo Público Mineiro, agli Archivi Pubblici di Rio de Janeiro, all'Archivio Pubblico dello Stato di São Paulo, al Dipartimento di Archivi dello Stato del Paraná e al Centro di Informazione, Documentazione e Archivi – CIDARQ dell'Università Federale di Goiás – 2011

- Guerra della Triplice Alleanza: rappresentazioni iconografiche e cartografiche, in collaborazione con l'Archivio Storico dell'Esercito, l'Archivio Storico e la Mapoteca del Ministero delle Relazioni Estere, la Direzione del Patrimonio e della Documentazione della Marina, la Fondazione Biblioteca Nazionale, il Museo Storico Nazionale, il Museo Imperiale, il Museo Nazionale di Belle Arti e l'Istituto Storico e Geografico Brasiliano – 2013

#### Registro internazionale (Mondo)
- I Fondi archivistici sulla rete informativa e sul controspionaggio durante la dittatura militare (1964-1985), in collaborazione con l'Archivio Pubblico di Ceará, gli Archivi Pubblici di Espírito Santo, l'Archivio Pubblico João Emerenciano di Pernambuco, l'Archivio Pubblico di Maranhão, l'Arquivo Público Mineiro, gli Archivi Pubblici di Rio de Janeiro, l'Archivio Pubblico dello Stato di São Paulo, il Dipartimento degli Archivi del Paraná e il Centro di Informazione, Documentazione e Archivi – CIDARQ dell'Università Federale di Goiás – 2011
- Guerra della Triplice Alleanza: rappresentazioni iconografiche e cartografiche, in collaborazione con l'Archivio Storico dell'Esercito, l'Archivio Storico e la Mapoteca del Ministero degli Affari Esteri, la Direzione del Patrimonio e della Documentazione della Marina, la Fondazione Biblioteca Nazionale, il Museo Storico Nazionale, il Museo Imperiale, il Museo Nazionale di Belle Arti e l'Istituto Storico e Geografico Brasiliano – 2013
- Carlos Gomes: compositore di entrambi i mondi, in collaborazione con la Scuola di Musica dell'Università Federale di Rio de Janeiro, la Fondazione Biblioteca Nazionale (FBN), l'Istituto Storico e Geografico Brasiliano (IHGB), il Museo Teatrale alla Scala (Italia), il Museo Carlos Gomes del Centro di Scienza, Lettere e Arti (CCLA), il Museo Storico Nazionale (MHN), il Museo Imperiale (MI) e il Museo dell'Università Federale del Pará (MUFPA) – 2017

### Alcuni documenti custoditi dagli Archivi nazionali

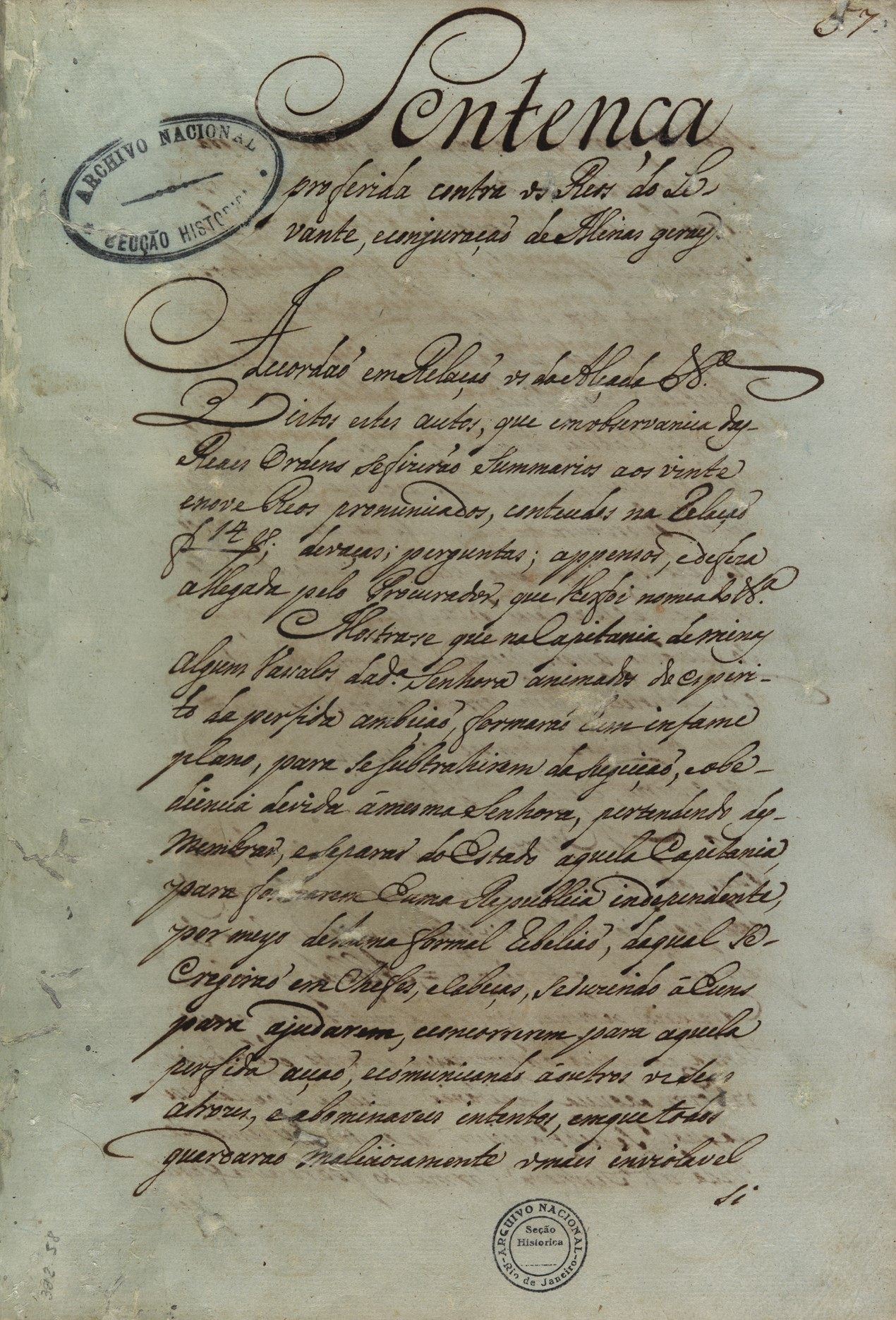
Giudizio pronunciato contro i leader della Inconfidência Mineira, 1792.
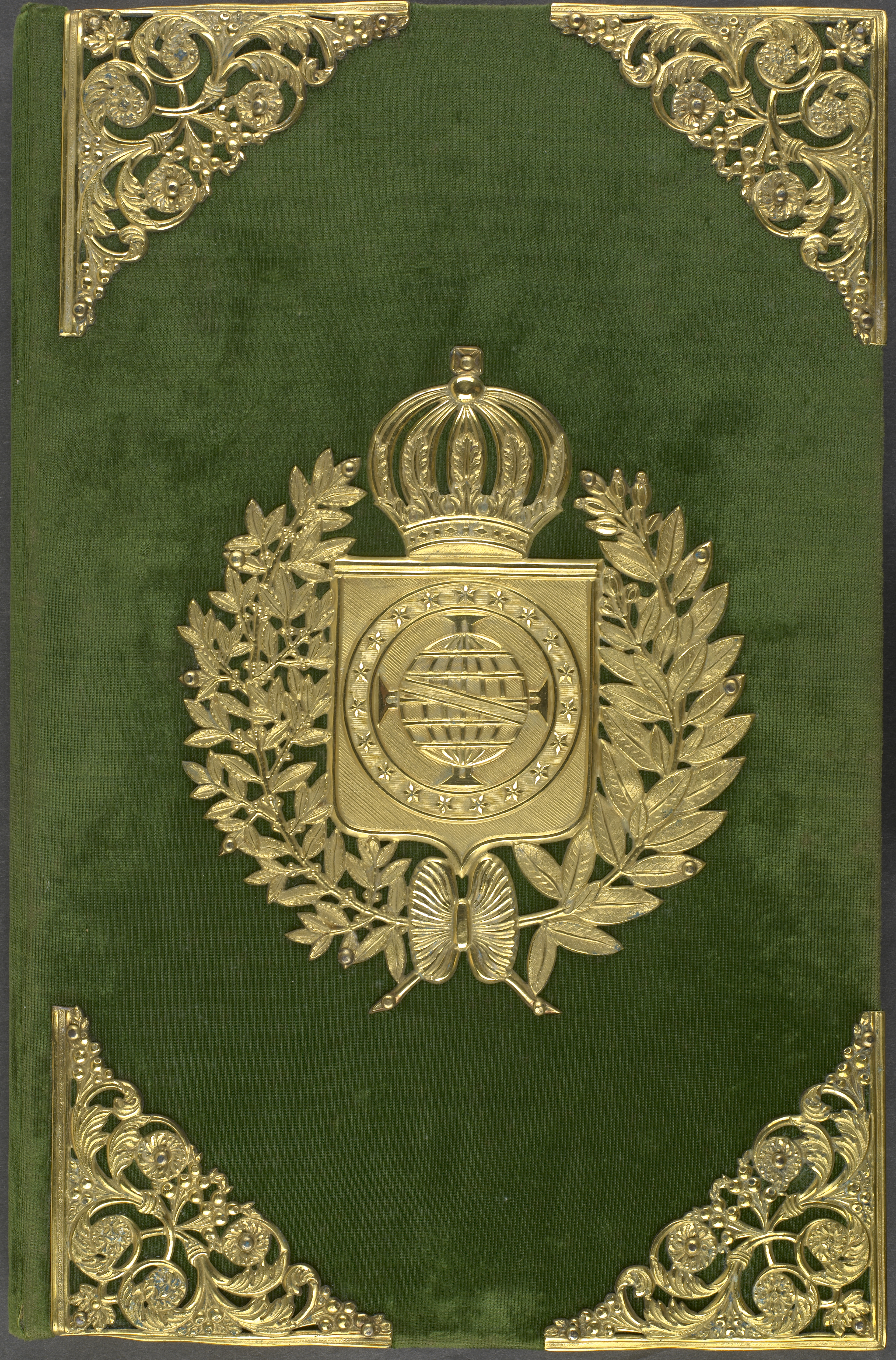
Costituzione dell'Impero del Brasile, 1824.
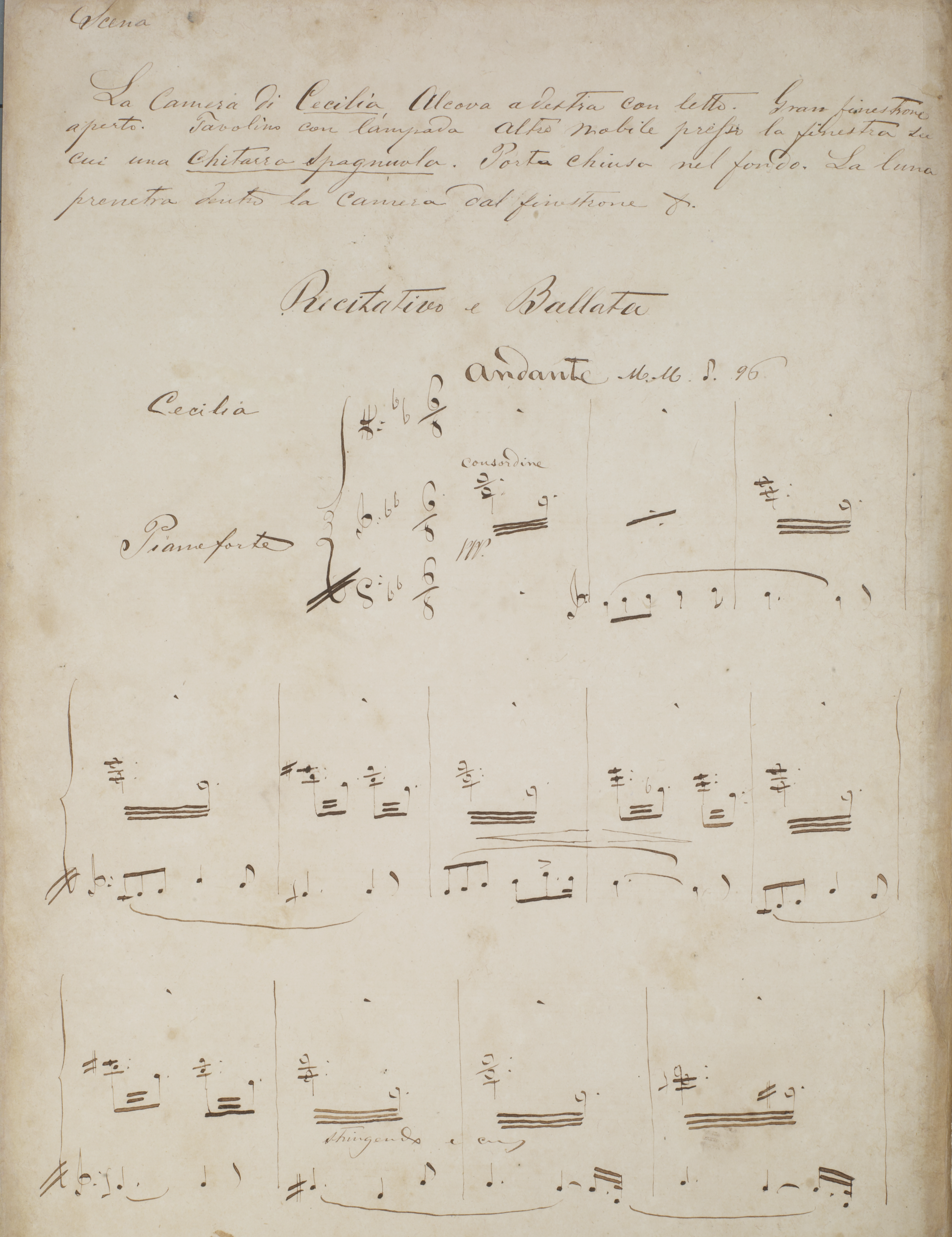
Parte dell'Opera O Guarani, di Carlos Gomes, 1866.
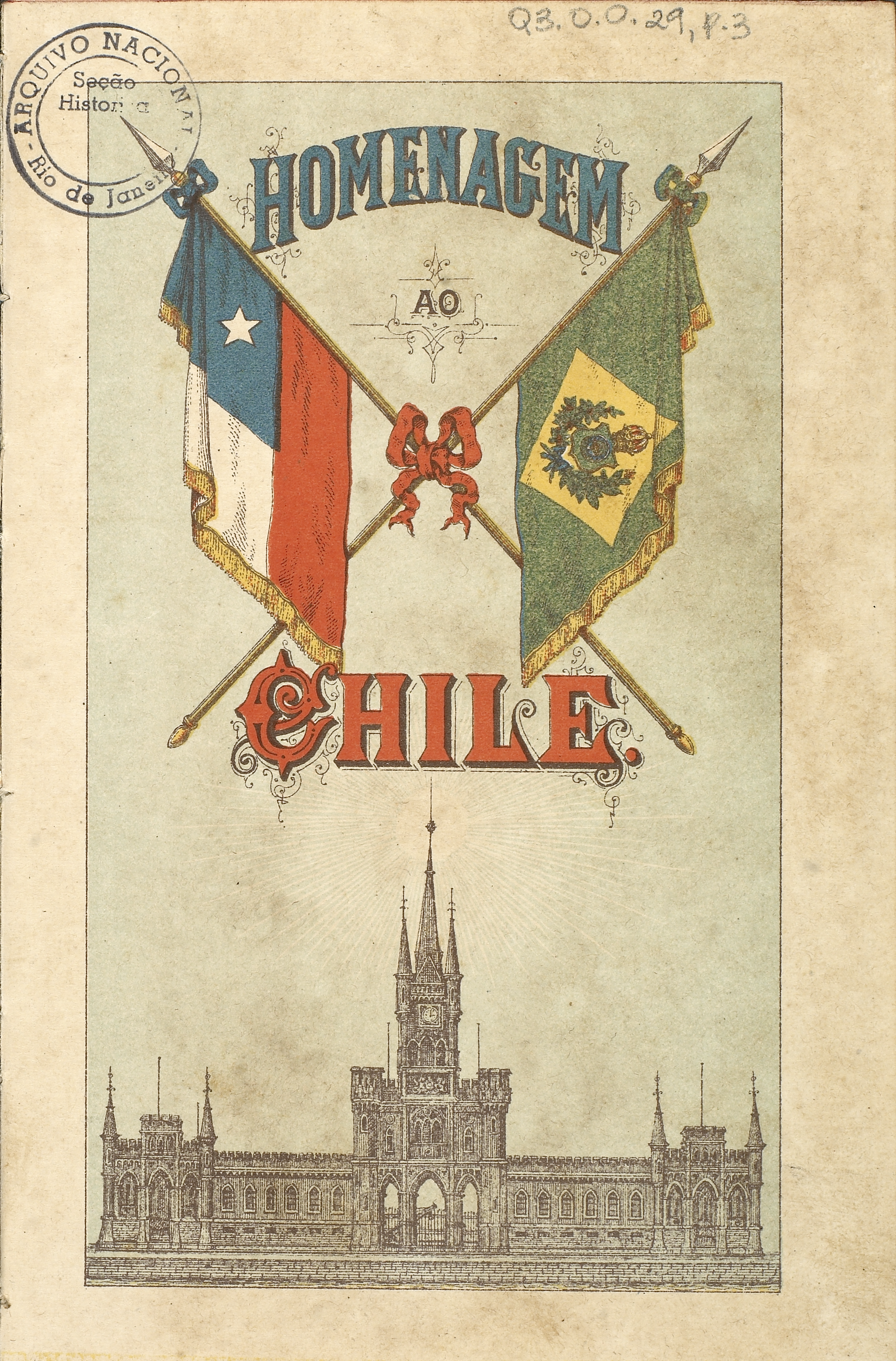
Copertina del menu dell'ultimo ballo svoltosi all'Ilha Fiscal, 1889.
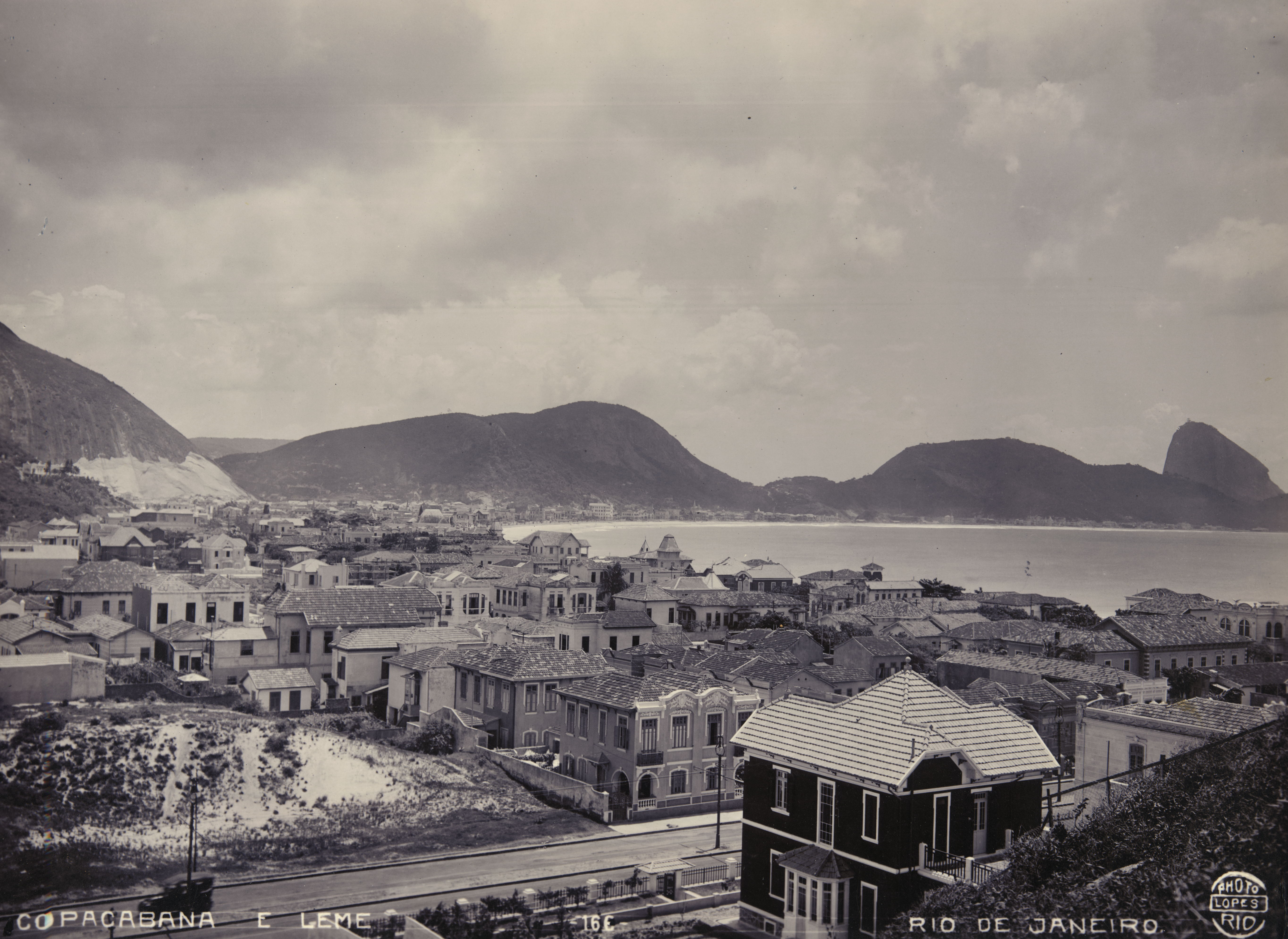
Quartieri di Copacabana e Leme, Rio de Janeiro, all'inizio del XX secolo.
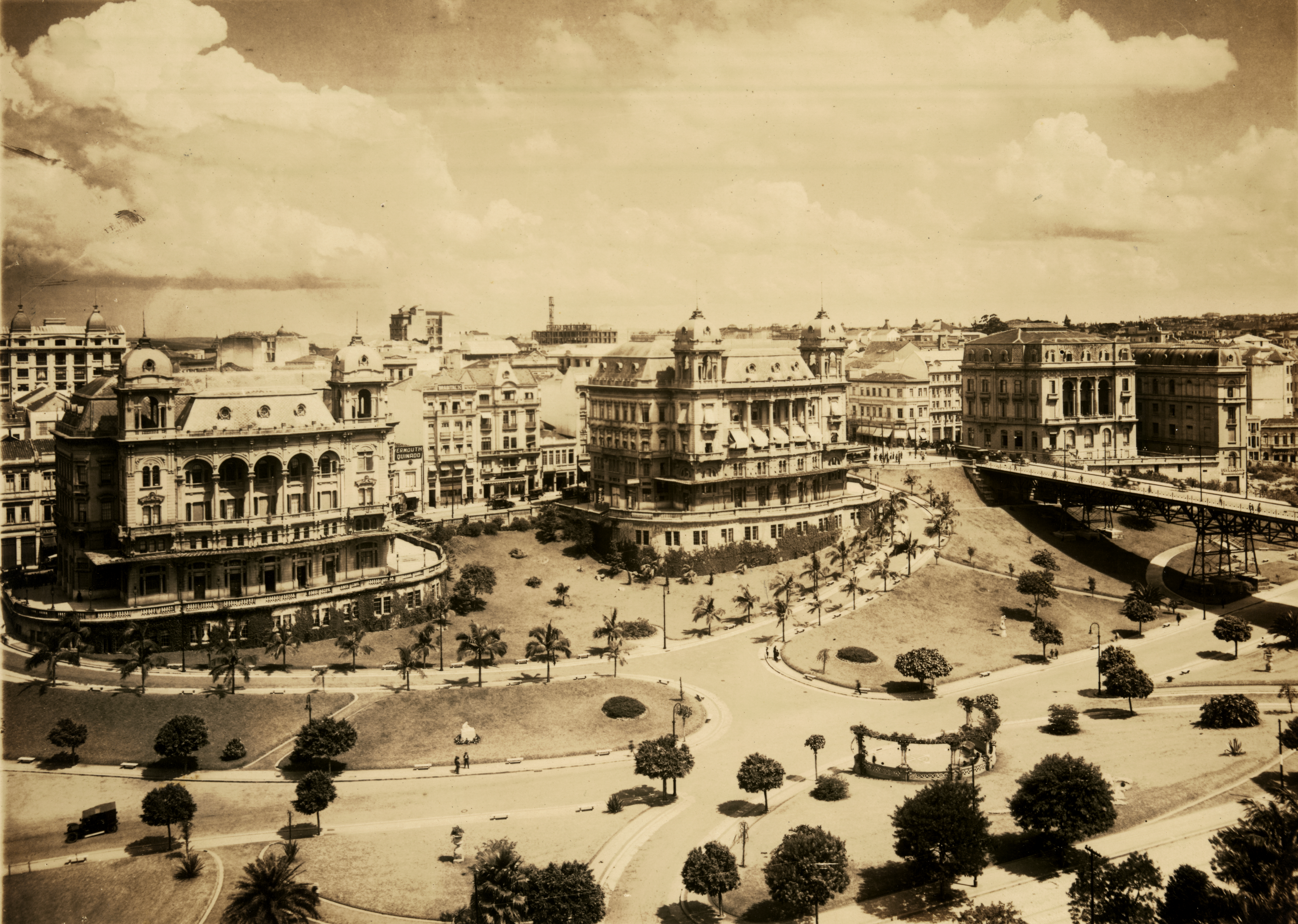
Valle di Anhangabaú, San Paolo, all'inizio del XX secolo.
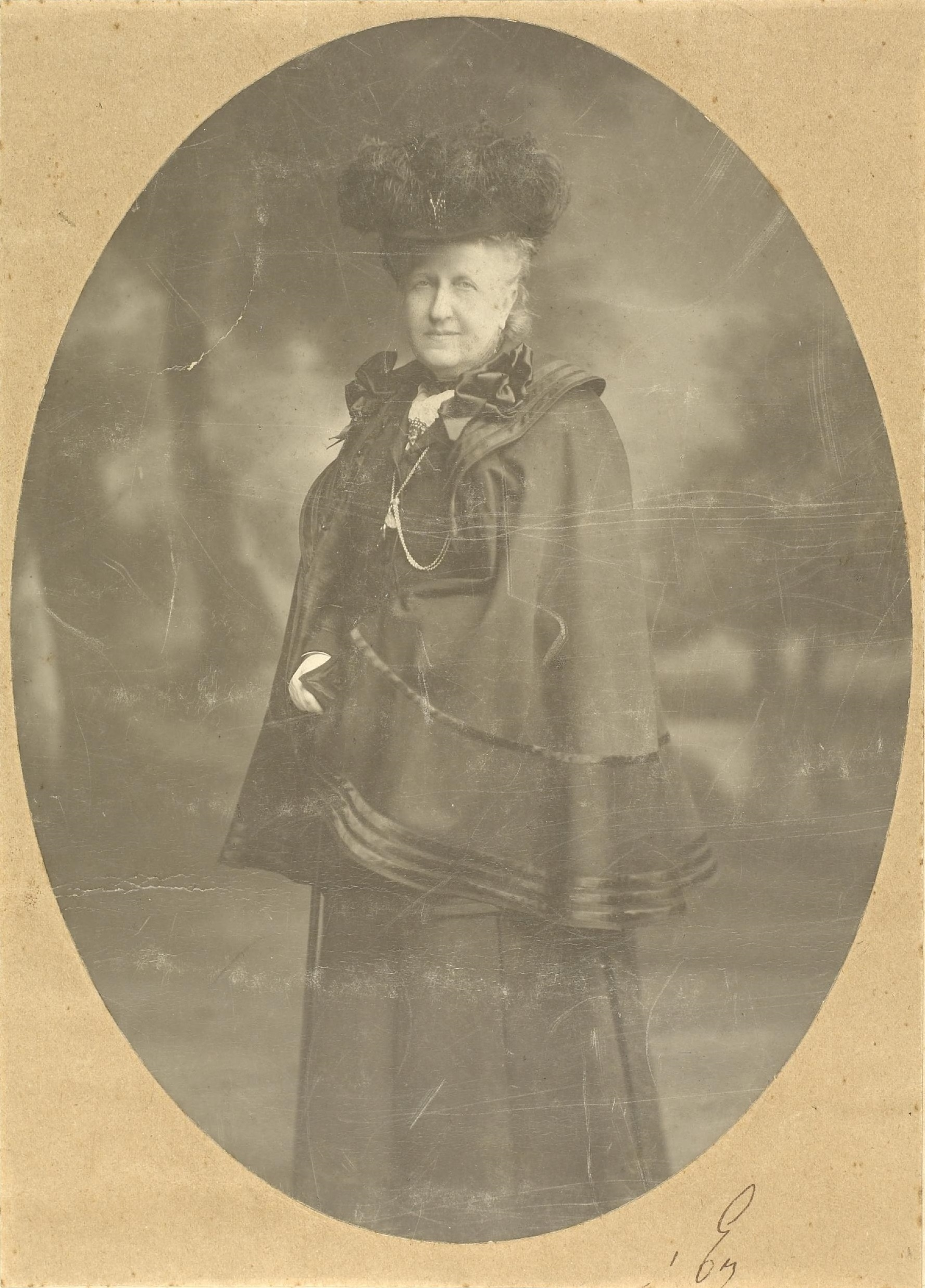
La principessa Isabella, 1906.
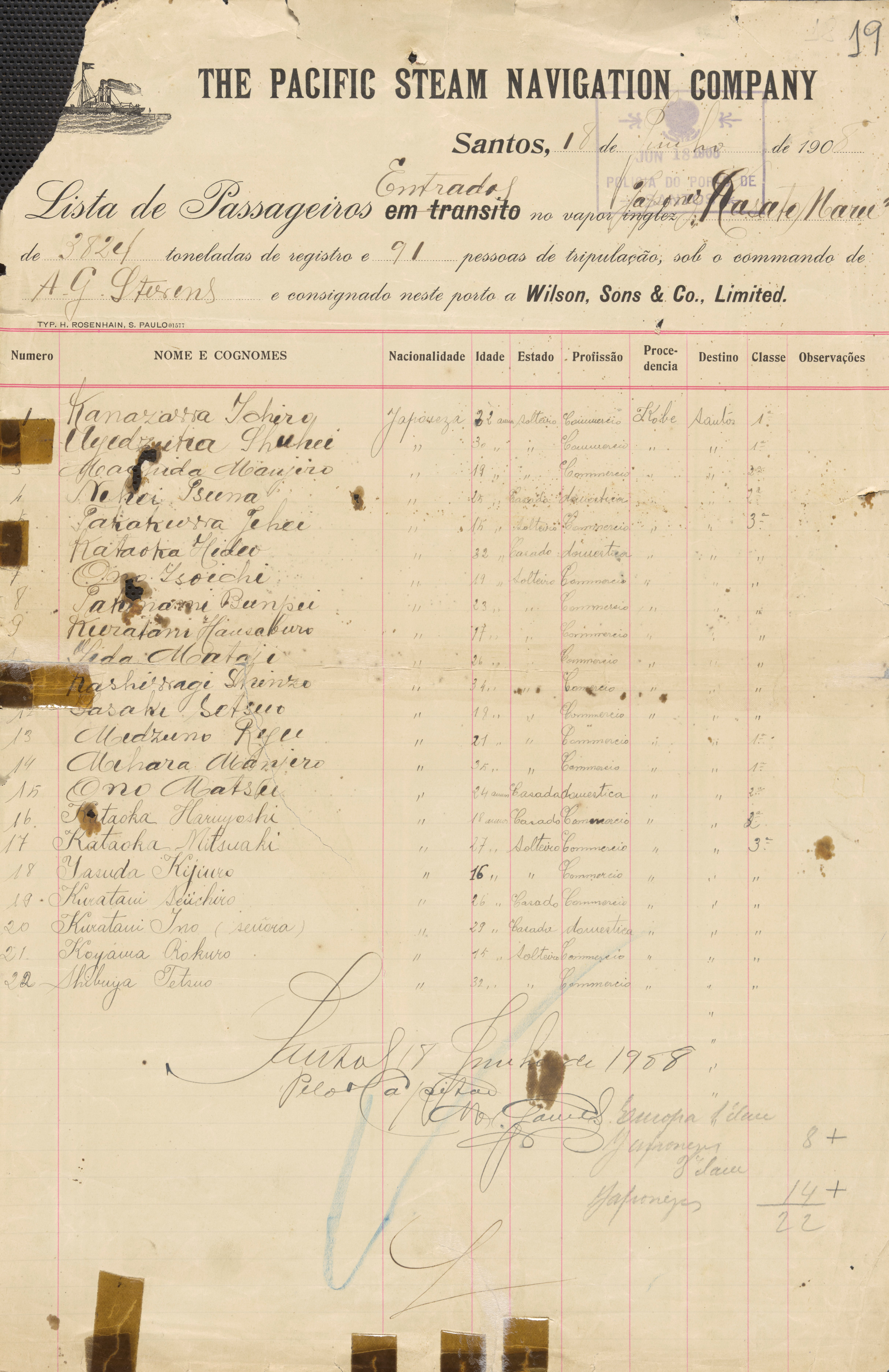
Elenco dei passeggeri della Kasato Maru a bordo della quale arrivarono i primi immigranti giapponesi in Brasile, 1908.
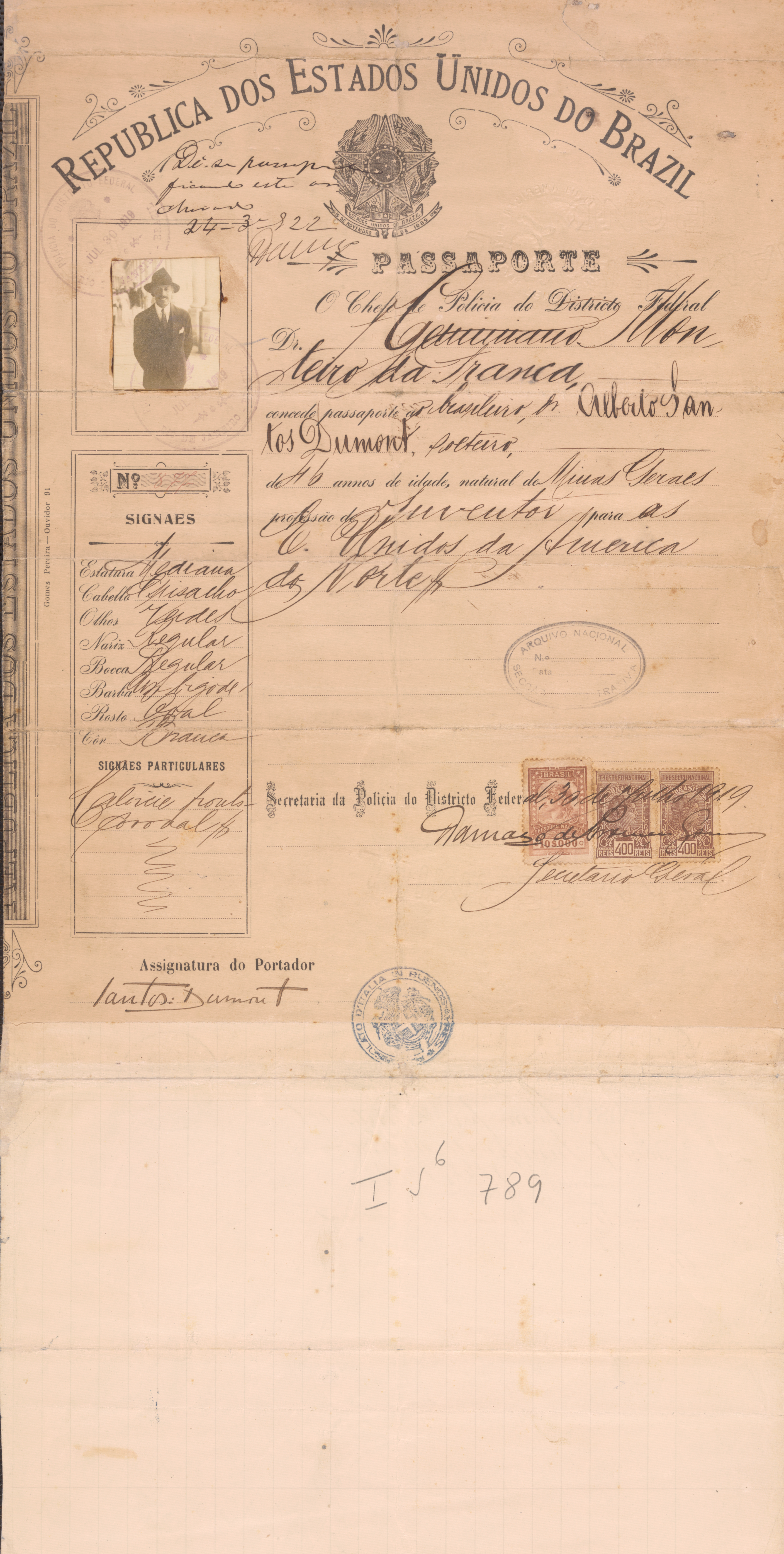
Passaporto di Santos Dumont, 1919.
Il Presidente Artur Bernardes e i Ministri di Stato, 1922.
Pianta del primo piano del Palazzo Monroe, 1924.
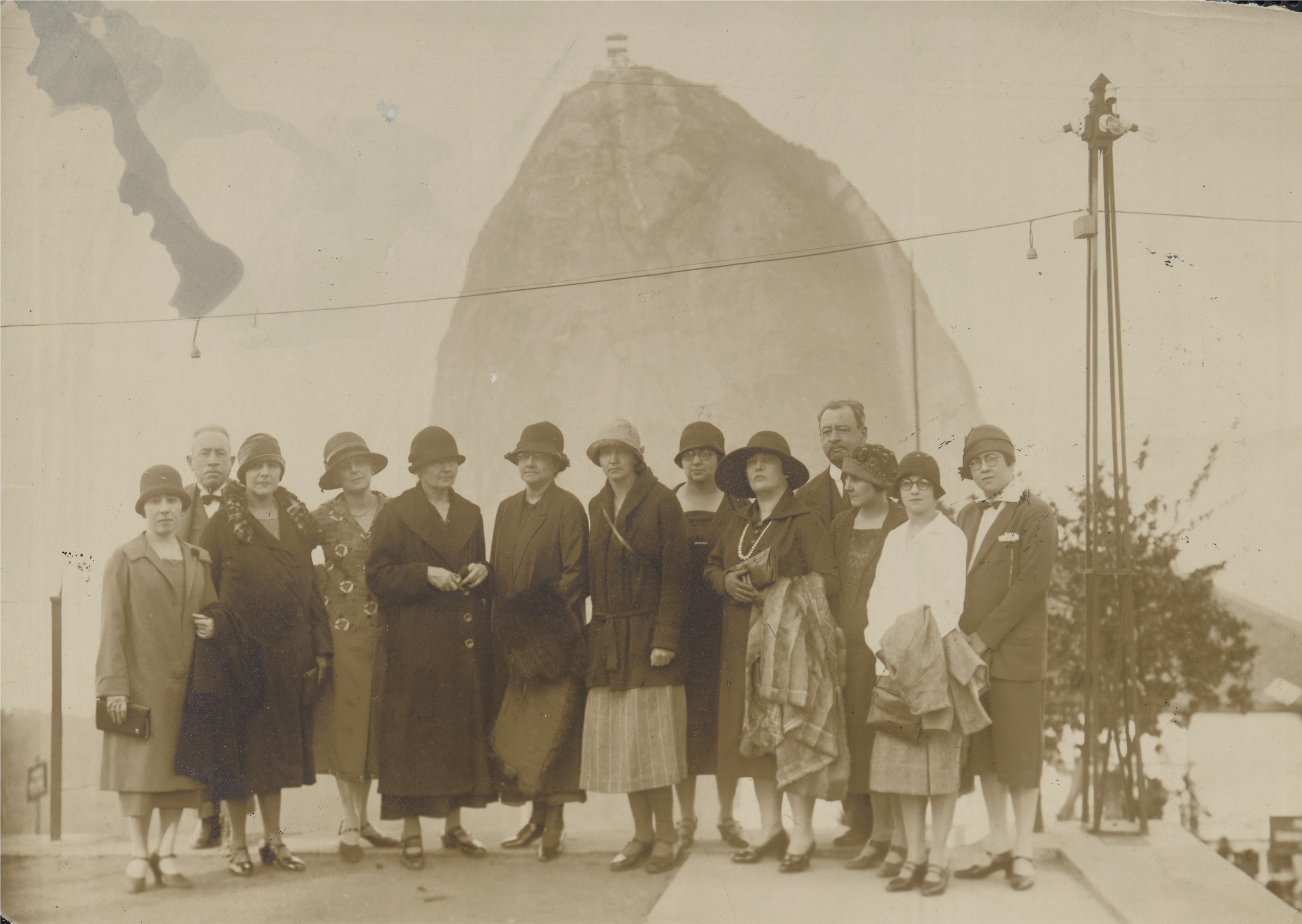
Marie Curie con membri della Federação Brasileira pelo Progresso Feminino (Federazione brasiliana per il progresso delle donne), 1926.
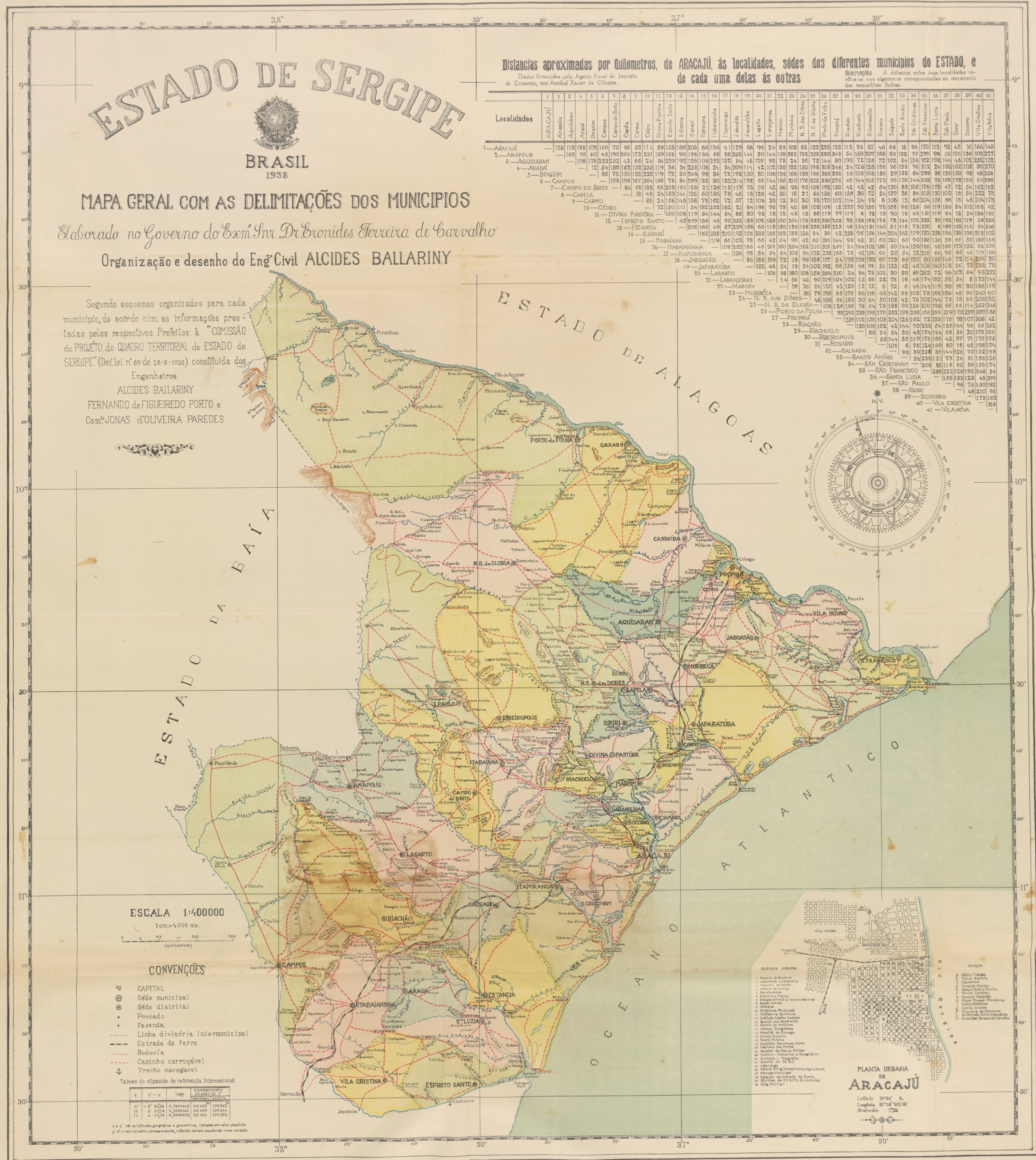
Mappa politica dello stato di Sergipe, 1937.
Inaugurazione dello stadio Maracanã, 1950.
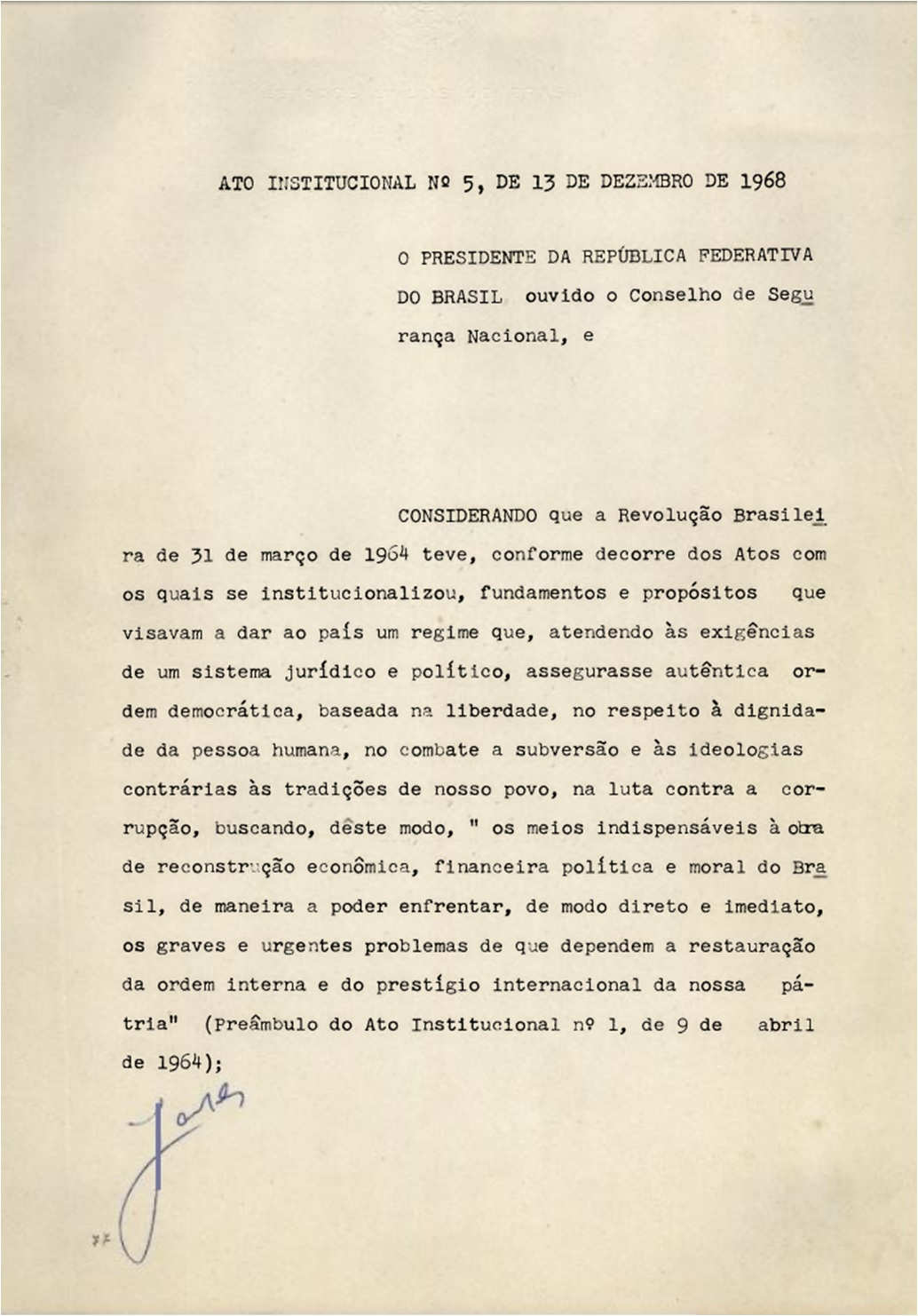
Copia dell'Ato Institucional Nº5, datato 1968.
Tom Jobim e Chico Buarque all'International Song Festival (FIC), 1968.
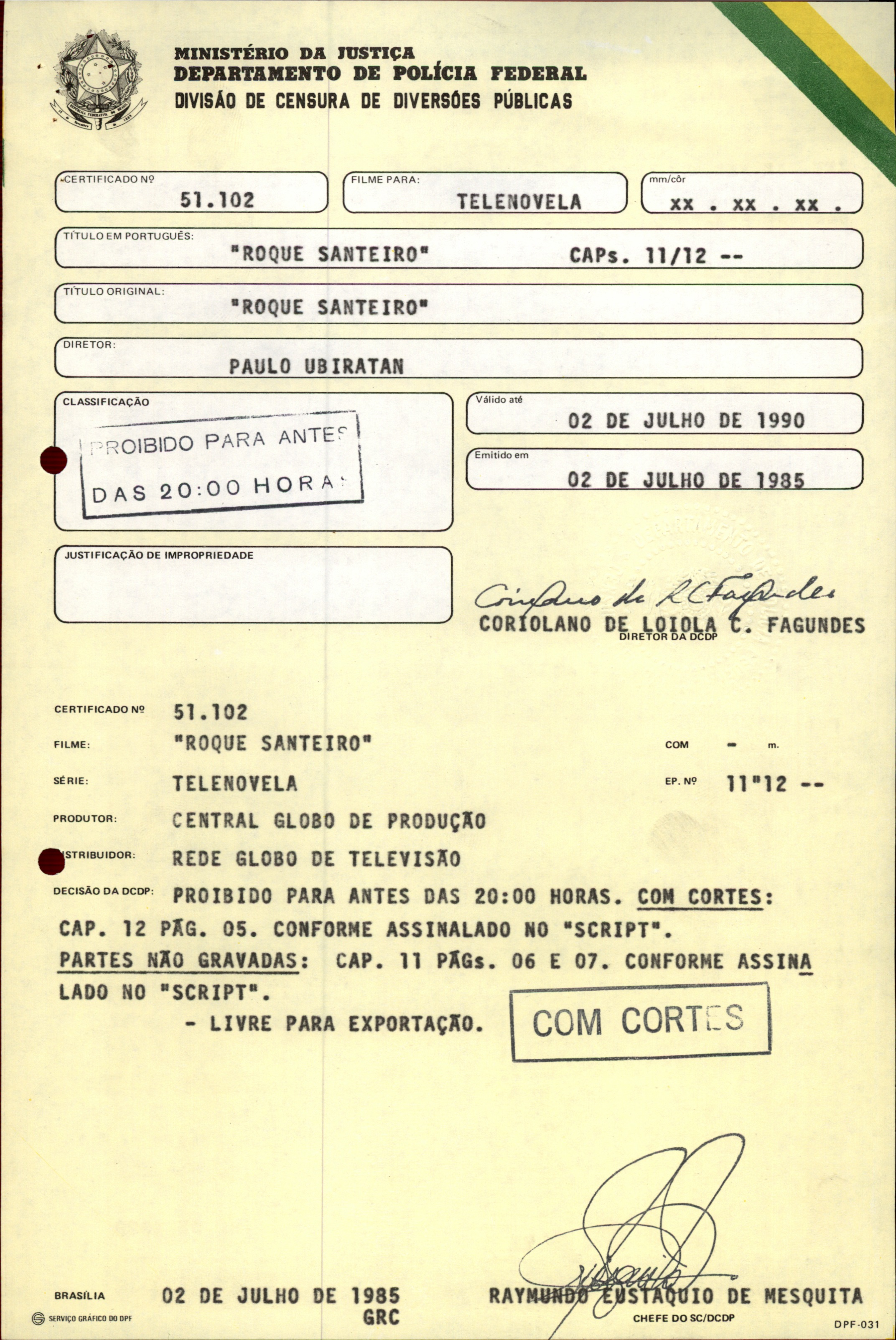
Documento della divisione censura della polizia federale con il quale viene approvata con riserva la trasmissione della telenovela Roque Santeiro, 1985.

## Librerie
L'Archivio Nazionale dispone di due biblioteche di riferimento, specializzate in particolare nei settori della storia e dell'archivistica brasiliana. La sede principale, situata a Rio de Janeiro e denominata Biblioteca Maria Beatriz Nascimento, fu istituita con il decreto n. 6.164 del 24 marzo 1876. La seconda sede, Unità della Biblioteca Regionale di Brasília, è stata inaugurata nel 2016.
Insieme, le due biblioteche custodiscono circa 111.000 unità tra libri, opuscoli, riviste, tesi, dissertazioni, CD e DVD, in oltre venti lingue diverse. Di particolare rilievo è la collezione di 23.000 volumi rari, che rende la sede di Rio de Janeiro la più grande biblioteca del Brasile nel campo dell’archivistica, soprattutto dopo l'acquisizione della raccolta bibliografica dell'estinta Associazione Brasiliana degli Archivisti nel 2015.

## Sede centrale
L'attuale sede dell’Archivio Nazionale si trova nel più antico edificio in stile neoclassico del complesso della Casa da Moeda, nel centro di Rio de Janeiro. Costruito nel 1860, l’edificio è stato uno dei primi beni immobili dichiarati patrimonio dall’Istituto del Patrimonio Storico e Artistico Nazionale (IPHAN) nel 1938.
L’edificio è situato in Praça da República, accanto alla Radio MEC e alla Facoltà di Giurisprudenza dell’Università Federale di Rio de Janeiro, nei pressi della Stazione di Central do Brasil.
Oltre alla sede principale di Rio de Janeiro, l’Archivio Nazionale dispone, dal 1988, di un’altra unità a Brasília, situata nel Setor de Indústrias Gráficas, accanto alla Imprensa Nacional (Stampa Nazionale)..